# Létard (évêque)
Pour les articles homonymes, voir Létard.
Létard (ou Liudhard) est un évêque franc, d'origine géographique incertaine, actif dans la deuxième moitié du VIe siècle.

## Biographie
Chapelain de la princesse mérovingienne Berthe, il l'accompagne en Angleterre lorsqu'elle part se marier avec le roi païen de Kent Æthelberht. La conversion du roi au christianisme n'est pas de son fait : elle doit attendre l'arrivée de la mission grégorienne, envoyée par le pape, qui arrive dans le Kent en 597. Æthelberht refuse vraisemblablement d'être baptisé par Létard pour ne pas apparaître comme soumis d'une manière ou d'une autre aux Mérovingiens.
Létard serait mort à la fin des années 590, peu de temps après l'arrivée d'Augustin, mais Bède le mentionne sans plus de détails. Il est d'abord inhumé à l'église Saint-Martin, mais l'archevêque Laurent fait déplacer ses restes à l'église de l'abbaye Saint-Pierre-et-Saint-Paul au début du VIIe siècle. Il est localement considéré comme un saint, et Goscelin raconte l'histoire d'un miracle qu'il aurait réalisé pour aider l'artiste et abbé du XIe siècle Spearhafoc, lequel en remerciement orne sa tombe avec des « statues de grande taille et beauté » du saint et de Berthe.

## Le médaillon de Létard
Un objet d'art portant le nom de Létard a été découvert dans une tombe du cimetière de l'église Saint-Martin dans les années 1840. Il s'agit d'une pièce d'or à l'effigie de l'évêque, montée en bijou. Ce médaillon, vraisemblablement conçu pour commémorer la conversion de son porteur, est aujourd'hui exposé au World Museum de Liverpool.